# Фація (ґрунтознавство)
Фація — у ґрунтознавстві, частина ґрунтово-біокліматичного поясу, ґрунтової зони або підзони, що володіє специфічними особливостями умов ґрунтоутворення і ґрунтів у зв'язку з відмінностями в зволоженні або тепловому режимі. Вживається також у значенні ґрунтова область і ґрунтова провінція.